# Beratender Ausschuss der Wirtschaft bei der OECD
Der Beratende Ausschuss der Wirtschaft bei der OECD (kurz BIAC, englisch Business at OECD oder Business and Industry Advisory Committee to the OECD) ist ein der OECD beigeordnetes Gremium, das den Standpunkt der Wirtschaft vertritt. Es verweist selbst auf eine globale Mitgliedschaft von rund 9 Millionen Unternehmen.
Das Gremium wird mittlerweile – zusammen mit dem Gewerkschaftlichen Beratungsausschuss bei der OECD (TUAC) – als integraler Akteur des OECD-Ökosystems angesehen. Das Netzwerk wurde 1962 gegründet und hat seinen Sitz in Paris.
Zu den Mitgliedern gehören mehr als 50 Wirtschaftsverbände aus aller Welt, darunter auch der BDI, der BDA, die Industriellenvereinigung und economiesuisse.